# Saint-Parize-le-Châtel
Saint-Parize-le-Châtel este o comună în departamentul Nièvre din centrul Franței. În 2009 avea o populație de 1.286 de locuitori.

## Evoluția populației
| An        | 1975 | 1982 | 1990  | 1999  | 2006  | 2009  |
| --------- | ---- | ---- | ----- | ----- | ----- | ----- |
| Populație | 985  | 982  | 1.201 | 1.277 | 1.310 | 1.286 |